# 拉切斯
拉切斯（義大利語：Laces），又按其德语名意为拉奇（德語：Latsch），是意大利博尔扎诺-上阿迪杰自治省的一个市镇。总面积78平方公里，人口5145人，人口密度66.0人/平方公里（2009年）。ISTAT代码为021037。

## 友好城市
- 德国卡尔夫 1957年